# 粗梗糖芥
粗梗糖芥（学名：Erysimum repandum）为十字花科糖芥属下的一种一年生草本植物。